# Antoni Bolinches
Antoni Bolinches és un psicòleg clínic i escriptor català. És el creador d'un mètode terapèutic propi, La Teràpia Vital. Ha escrit més de 15 llibres publicats en 4 idiomes.

## Biografia
Antoni Bolinches és un psicòleg clínic i escriptor de llibres d'autoajuda. La seva àrea d'especialitat és la psicoteràpia i la teràpia de parella. En l'any 2004 va crear un mètode propi, la Teràpia Vital, Inspirada en principis psicoanalítics, cognitivo-conductuals i humanistes, orientada a fomentar el benestar emocional i psicològic. El seu mètode es fonamenta en una nova teoria de la seguretat personal que ajuda a detectar fàcilment l'origen de les inseguretats i els complexos, i proposa unes tècniques d'alta eficàcia per facilitar que cada persona es converteixi en terapeuta de si mateixa.

## Llibres publicats
- (1988). El canvi psicològic.[4]
- (1995). La felicitat personal.
- (1998). L'art d'enamorar.
- (2001). Sexe savi.
- (2006). Amor al segon intent.
- (2009). Els colors de la vida.
- (2010). Peter Pan pot créixer.[5]
- (2011). Tu i jo som sis.[6]
- (2015). El secret de l'autoestima.[7]
- (2018). El nou art d’enamorar.
- (2019). Amor al segon intent.[8]
- (2019). El canvi psicològic.
- (2020). La síndrome de les superdones.[9]
- (2021). Els teus 4 poders.[10]